# Клиффорд, Джон, 7-й барон де Клиффорд
Джон де Клиффорд или Джон Клиффорд (англ. John de Clifford; ок. 1388 — 13 марта 1422) — 7-й барон де Клиффорд, барон Уэстморленд и Скиптон и наследственный верховный шериф Уэстморленда с 1391 года, английский землевладелец и военачальник в Столетней войне, рыцарь ордена Подвязки с 1421, сын Томаса де Клиффорда, 6-го барона де Клиффорда, и Элизабет де Рос.

## Биография

### Детство
Джон родился около 1388 года. Он происходил из знатного рода Клиффордов, владевшего обширными землями в Северной Англии — в Йоркшире, Нортамберленде, Камберленде и Уэстморленде, включая баронию Уэстморленд с замками Эпплби и Брогем, а также лордство Скиптон с замком Скиптон. Также Клиффорды унаследовали часть владений Клеров в Ирландии.
В 1391 году во время паломничества в Иерусалим умер его отец, Томас де Клиффорд. Джон, которому в то время было около двух лет, стал наследником всех его владений и титулов.
В это время в Северной Англии значительно усилился род Невиллов, главой которого был Ральф Невилл, 4-й барон Невилл из Рэби. Король Ричард II, вероятно, надеялся, что Невиллы смогут выполнять роль противовеса могущественному североанглийскому роду Перси. Малолетний Клиффорд противостоять усилению Невиллов не мог. В 1396 году Ричард II передал Ральфу Невиллу баронию Пенрит, а в 1397 году создал для него титул графа Уэстморленда. В 1398 году король передал Невиллу обязанности шерифа графства, проигнорировав тот факт, что титул наследственных шерифов Уэстморленда принадлежал Клиффордам. Однако после свержения Ричарда II должность шерифа Уэстморленда была у Невилла отобрана, чему, возможно, поспособствовал граф Нортумберленд, глава рода Перси.
Около 1404 года по соглашению с Элизабет Рос, матерью Джона, граф Нортумберленд выдал замуж за Клиффорда свою внучку Элизабет, сэра Генри Хотспура, погибшего в 1403 году в битве при Шрусбери.

### Зрелые годы
Впервые в парламент Клиффоррд был вызван 21 сентября 1411 года. Впоследствии он вызывался в парламент вплоть до 26 февраля 1421.
В 1413 году Клиффорд присутствовал на коронации короля Генриха V. В 1415 году брат его жены, Ричард Конисбург, 3-й граф Кембридж, пытался привлечь Клиффорда к заговору против короля, но его усилия успехом не увенчались.
После возобновления в 1415 году Столетней войны против Франции Клиффорд принимал в ней непосредственное участие. Он отправился в составе королевской армии в поход во Францию. В августе-сентябре Клиффорд участвовал в осаде Арфлёра, затем — в битве при Азенкуре. В дальнейшем он был одним из командиров при осаде Шербура, затем принимал капитуляцию города.
Джон Клиффорд, как и его отец, любил участвовать в рыцарских турнирах. Он принимал участие в крупном турнире в Карлайле, проводившемся между шестью английскими и шестью шотландскими рыцарями, во время турнира он был серьёзно ранен.
3 мая 1421 года Клиффорд был посвящён в рыцари ордена Подвязки.
В 1422 году Клиффорд снова отправился во Франции, где принял участие в осаде Мо, во время которой и погиб 13 марта.
Его тело было захоронено в родовой миноритском Болтонском аббатстве. Ему наследовал малолетний сын Томас.

## Брак и дети
Жена: около 1404 Элизабет Перси (ум. 26 октября 1437), дочь сэра Генри Хотспура Перси и Элизабет Мортимер. Дети:
- Томас де Клиффорд (25 марта 1414 — 22 мая 1455), 8-й барон де Клиффорд с 1422
- Мэри Клиффорд; муж: сэр Филипп Уэнтворт из Нетлестеда (ум. 18 мая 1464)

После смерти мужа Элизабет вышла замуж вторично, её мужем стал Ральф Невилл (17 сентября 1406 — 3 ноября 1484), 2-й граф Уэстморленд.